# ۵۶ (عدد)
۵۶ (عدد)
۵۶(پنجاه و شش) یک عدد طبیعی است که بعد از ۵۵ و قبل از ۵۷ قرار دارد.